# William McGuire
William McGuire (ur. 24 marca 1860 w Beith, zm. 14 marca 1925 w Prestwick) – szkocki piłkarz występujący na pozycji napastnika.
Rozegrał dwa spotkania w reprezentacji Szkocji. Zadebiutował w niej 12 marca 1881 w wygranym 6:1 meczu British Home Championship z Anglią, a po raz drugi wystąpił dwa dni później, w wygranym 5:1 pojedynku tego samego turnieju z Walią.